# 京ヶ瀬村
京ヶ瀬村（きょうがせむら）は、新潟県下越地方に位置していた村である。新潟市（旧西蒲原郡黒埼町を除く）への通勤率は19.6%・水原町への通勤率は13.0%（いずれも平成12年国勢調査）。
2004年（平成16年）4月、水原町、安田町、笹神村と合併し、阿賀野市になった。

## 地理
越後平野の北東部に位置し、西を阿賀野川が流れる。平地の広がる農村地帯である。磐越自動車道の新津ICに近く、国道49号と国道460号が村を横断している。 

### 隣接自治体
- 新津市、横越町、豊栄市、水原町

## 歴史
- 1875年（明治8年）10月 - 初代横雲橋が開通。
- 1889年（明治22年）4月1日 - 町村制の施行に伴い、北蒲原郡飯森杉村・姥ヶ橋村・小里村・金淵村・上黒瀬村・窪川原村・下黒瀬村・下ノ橋村・城村・曽郷村・田山村・猫山村・深堀村・法柳村・京ヶ島新田・法柳新田の区域をもって京ヶ瀬村が成立。
- 1901年（明治34年）11月1日 - 小島村・駒林村と新設合併し、改めて京ヶ瀬村が発足。
- 1912年（大正元年）- 羽越本線阿賀野川橋梁が完成。
- 1916年（大正5年）5月1日 - 水原町・長浦村との境界変更[2]。
- 1922年（大正11年）- 県農事試験場園芸部が移転。1933年（昭和8年）まで使用された。
- 1947年（昭和22年）4月30日 - 京ヶ瀬中学校が開校。
- 1962年（昭和37年）4月1日- 京ケ瀬駅が開業。
- 2004年（平成16年）4月1日 - 安田町・水原町・笹神村と新設合併し、阿賀野市が発足。同日京ヶ瀬村廃止。

## 教育
- 京ヶ瀬村立京ヶ瀬小学校
- 京ヶ瀬村立前山小学校 - 合併後の2014年3月に閉校。
- 京ヶ瀬村立京ヶ瀬中学校

## 産業
村内には1964年（昭和39年）に発見された南阿賀油田が広がっている。
工業
- 京ヶ瀬村南部工業団地 - 県と村により1990年前後に造成が行われ、新光電気工業などが進出した[4][5]。

## 施設

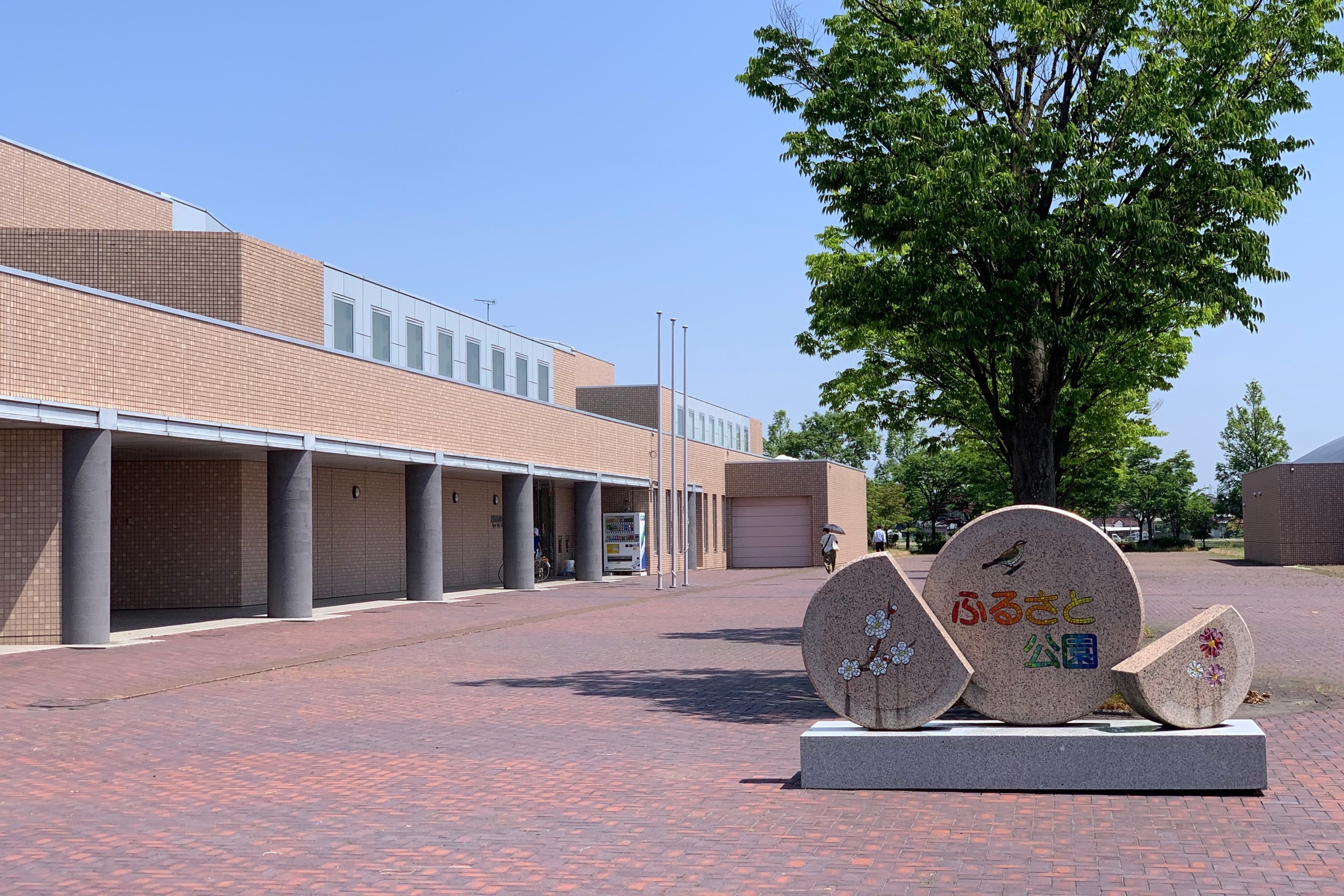
ふるさと公園（合併後の2020年6月撮影）

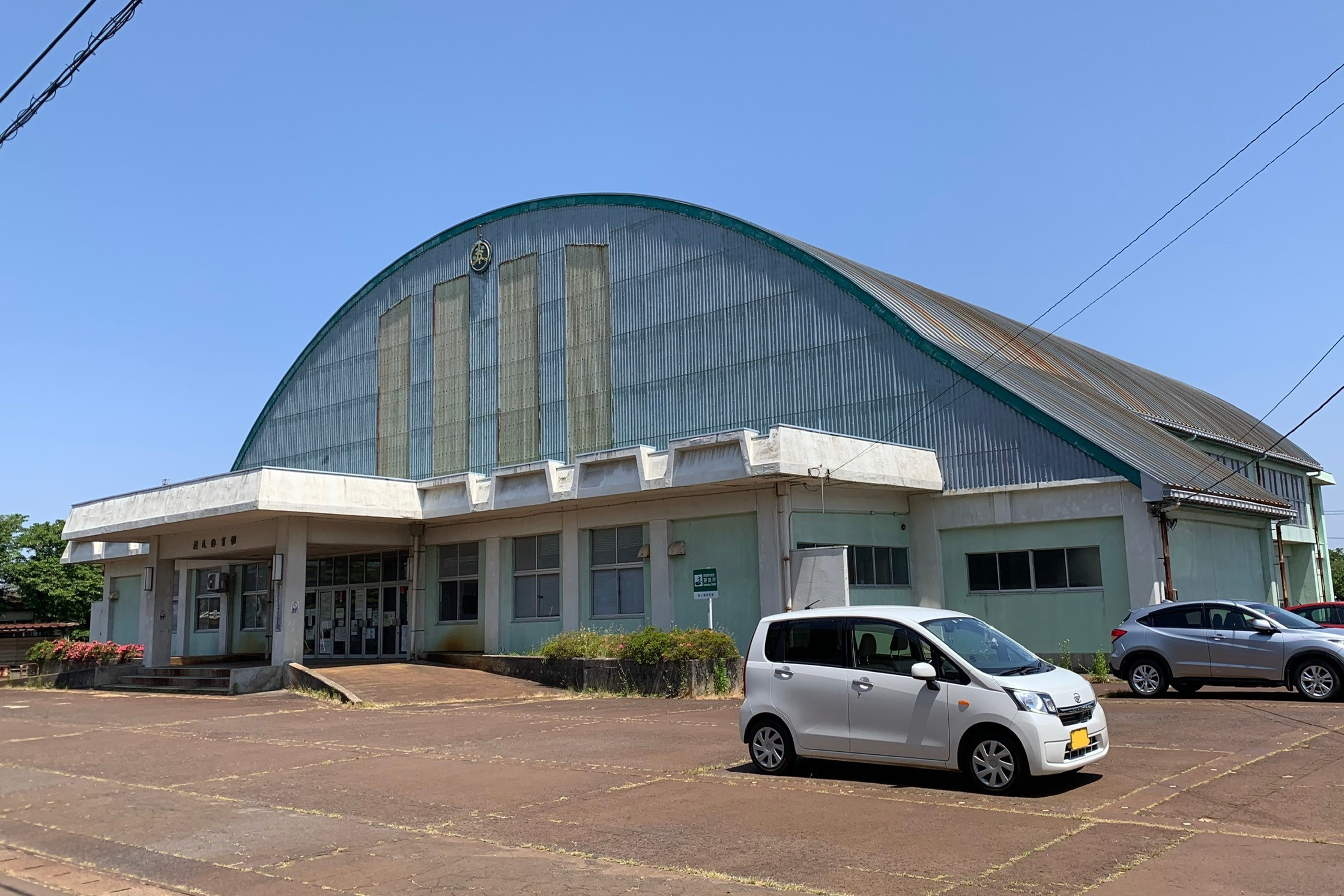
京ヶ瀬村民体育館（合併後の2020年6月撮影）

- 籠尻川河川公園[6]
- ふるさと公園[7]
  - 京ヶ瀬村立図書館
  - 京ヶ瀬村民運動場
  - 京ヶ瀬村民俗資料館
- 京ヶ瀬村民体育館

## 交通

### 鉄道路線
- 東日本旅客鉄道（JR東日本）
  - 羽越本線：京ケ瀬駅

### 道路
一般国道
- 国道49号
- 国道460号

都道府県道
- 新潟県道27号新潟安田線

## 名所・旧跡・観光スポット・祭事・催事
- 梅護寺 - 八房の梅、数珠掛桜（天然記念物）は、いずれも越後七不思議の一つ。
- 裸詣り - 成人の日前夜の伝統行事[8]。